# 朱來遠
朱來遠（1547年—1607年），字文臣，一字文甫，號修吾，晚號白石主人，直隸廬州府廬江縣人，軍籍，明朝政治人物。

## 生平
隆慶四年（1570年）庚午科應天府鄉試第九十六名，萬曆五年（1577年）丁丑科會試第二百二十四名，登三甲第三十八名進士。授浙江秀水县知县，历官吏部文选司郎中，十六年典陕西鄉試，十九年五月升太常寺少卿，十九年十月提督四夷館，二十年十一月因給事中楊廷蘭疏論，以病乞休。

## 家族
曾祖朱本澄；祖父朱𤩪[王象]；父朱錕，曾任冠帶生員。母薛氏。永感下。